# 광남초등학교 (부산)
광남초등학교(廣南初等學校)는 대한민국 부산광역시 수영구에 있는 공립 초등학교이다.

## 학교 연혁
- 1981년 3월 1일: 개교
- 1996년 3월 2일: 초등학교로 교명변경

## 참고 자료
- 광남초등학교 - 한국교육학술정보원 학교알리미